# Aristobia hispida
Aristobia hispida là một loài bọ cánh cứng trong họ Cerambycidae.